# Bohuslav Chňoupek
Bohuslav Chňoupek (10. srpna 1925 v Bratislavě-Petržalce – 28. května 2004 v Praze) byl československý politik, diplomat a publicista (publikoval pod jménem Bohuš Chňoupek), jeden z hlavních představitelů Komunistické strany Československa za normalizace. Začínal jako novinář na Slovensku, od roku 1945 byl členem KSČ, jakožto politik se zejména uplatnil jako ministr zahraničních věcí ČSSR v letech 1971–1988, od roku 1972 byl také poslancem Sněmovny lidu Federálního shromáždění. Po roce 1990 odešel ze společenského života.

## Životopis

### Novinářská kariéra
Pocházel z rodiny státního zaměstnance. Své základní, středoškolské i vysokoškolské vzdělání získal v Bratislavě. Po převratu v roce 1948 se stal redaktorem propagandistického časopisu Borba, v letech 1950–1958 působil jakožto redaktor deníku Smena, od roku 1955 působil ve východoslovenském Prešově, od roku 1958 jakožto zpravodaj deníku Pravda tamtéž, v letech 1960 až 1965 coby zahraniční dopisovatel těchto novin v Sovětském svazu. Od roku 1965 do roku 1967 byl šéfredaktorem bratislavského časopisu Predvoj. V letech 1950–1952 byl členem předsednictva Slovenského svazu novinářů.

### Politická kariéra
Členem KSČ byl od roku 1945 do roku 1990, tedy plných 45 let. Zastával řadu stranických a státních funkcí. V letech 1965–1970 je uveden jako účastník zasedání Ústředního výboru Komunistické strany Slovenska. XIII. sjezd KSČ ho zvolil za kandidáta Ústředního výboru Komunistické strany Československa. Členem ÚV KSČ se stal 26. září 1969 v době počínající normalizace. Ve funkci člena ÚV KSČ ho pak potvrdil XIV. sjezd KSČ, XV. sjezd KSČ, XVI. sjezd KSČ a XVII. sjezd KSČ.

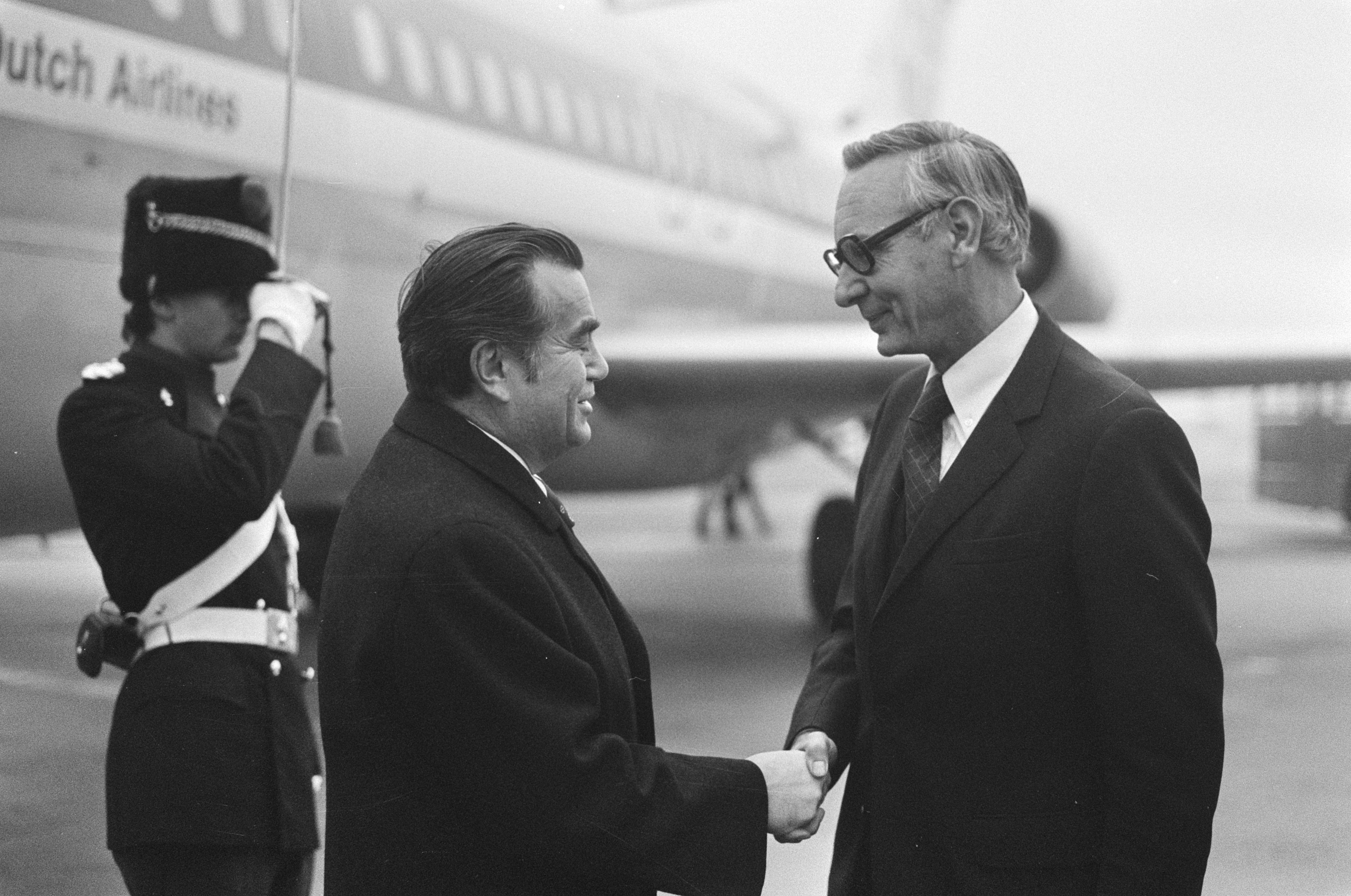
Bohuslav Chňoupek s Maxem van der Stoelem na letišti Schiphol (1975)

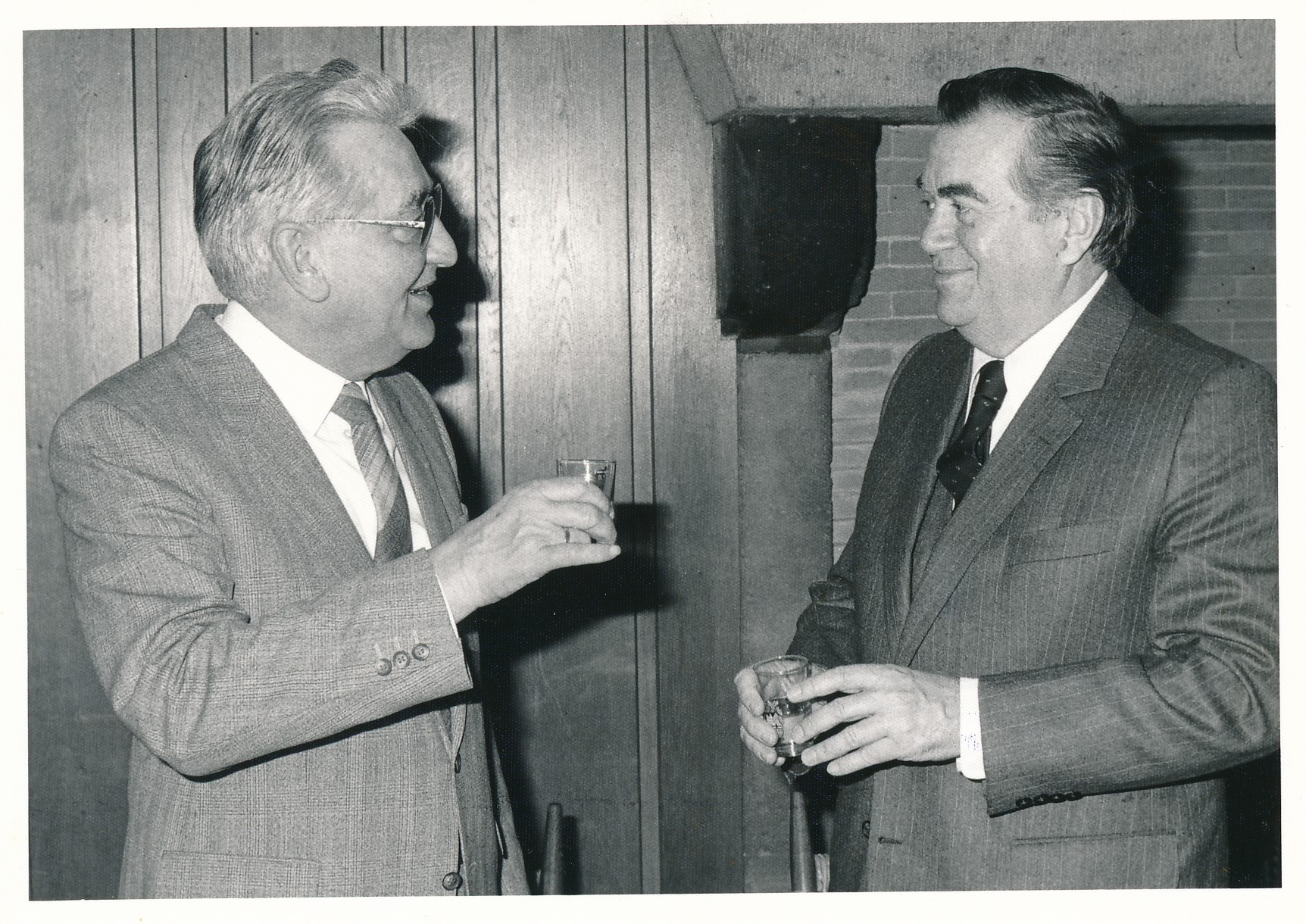
Na návštěvě v západoněmeckém městě Linz am Rhein (1981)

V letech 1967–1968 byl náměstkem ministra kultury ČSSR, pak v letech 1969–1970 ústředním ředitelem Československého rozhlasu. Zde se podílel na první vlně posrpnových čistek v řadách redaktorů rozhlasu. Od roku 1970 do ledna 1972 působil jako velvyslanec ČSSR v Sovětském svazu a v dlouhém období 1971–1988 coby ministr zahraničních věcí ČSSR v 2., 3., 4. a 5. vládě Lubomíra Štrougala. Zejména mezi zahraničními diplomaty a cizími státními činiteli byl oblíbený, neboť byl mimořádně společenský a uměl jednat s cizími lidmi – podle svědectví pamětníků měl velmi dobré diplomatické schopnosti.
Jeho konec ve funkci ministra zahraničních věcí byl odrazem mocenského boje uvnitř KSČ na konci 80. let. Chňoupek se tehdy pod vlivem Sovětského svazu začal profilovat jako stoupenec reformní politiky Michaila Gorbačova. To vyvolalo protireakci konzervativního křídla KSČ. Zejména Vasil Biľak a vedoucí oddělení mezinárodní politiky na ÚV KSČ Martin Štefaňák pak docílili Chňoupkova odvolání.
Dlouhodobě zasedal i v nejvyšších zákonodárných sborech. Ač slovenského původu, byl do parlamentu volen v obvodech v českých zemích. Po volbách roku 1971 zasedl do Sněmovny lidu (volební obvod č. 111 – Žďár nad Sázavou, Jihomoravský kraj). Křeslo nabyl až dodatečně v říjnu 1972. Mandát obhájil ve volbách v roce 1976 (obvod Třebíč-Žďár nad Sázavou), volbách v roce 1981 (obvod Vyškov-Prostějov) a volbách v roce 1986 (obvod Vyškov-Prostějov). Ve Federálním shromáždění setrval do ledna 1990, kdy ztratil poslanecký post v rámci procesu kooptace do Federálního shromáždění po sametové revoluci.

### Po sametové revoluci 1989
Byl vyloučen z KSČ, vyšetřován a posléze i vězněn půl roku ve vyšetřovací vazbě kvůli podezření ze spáchání trestného činu zneužití pravomoci veřejného činitele.

## Publicistická a spisovatelská činnost
Většina z jeho knih se věnuje problematice Slovenského národního povstání a společenskému a politickému dění na Slovensku.
- 1957 – Dunaj sa končí pri Izmaile (reflektuje zkušenost a poznatky z plavby československou lodí po Dunaji)
- 1959 – Život pre východ (výběr z novinářské publicistiky uveřejňované v Pravdě)
- 1961 – Už dozrel bor (výběr z novinárské publicistiky uveřejňované v Pravdě)
- 1961 – Dobyvateľ vesmíru (esejistická a faktografická kniha pro mládež o životě kosmonauta Jurije Gagarina)
- 1962 – Komunizmus sa začína už dnes
- 1974 – Generál s levom (kniha o životě velitele partyzánských jednotek A. N. Asmolova v době Slovenského národního povstání)
- 1975 – Míľniky (soubor povídek)
- 1984 – Lámanie pečatí (soubor reportáží o osudech francouzských partyzánů)
- 1989 – Banderovci (popis poválečných událostí na Slovensku)
- 1993 – Andy (esej, která je věnována známému modernímu umělci rusínskeho původu Andymu Warholovi)
- 1997 – Biele miesta (témata Slovenského národního povstání, zajetí slovenských generálů Rudolfa Viesta a Jána Goliana a sedm příběhů o zahraničních účastnících povstání)
- 1998 – Memoáre in claris (paměti; jak si čs. vedení neuvědomovalo změny na východě a na západě, Belimex, Bratislava)
- 2001 – Dýka v chrbte (úvahy o složitých otázkach existence srbského národa, Vydavatelství Spolku slovenských spisovatelů, kniha byla spolkem oceněna)
- 2003 – Pogrom (Ze slovenských dějin po roce 1918, osudy Židů), oceněno čestným uznáním Ceny Egona Erwina Kische[10]

## Film
Podle reportáže Vstaň a choď z knihy Generál s levom natočil v roce 1989 režisér Martin Hollý film Právo na minulosť.

## Vyznamenání a ceny

### Československá
- 1958 – vyznamenání Za vynikající práci
- 1965 – vyznamenání Za zásluhy o výstavbu
- 1966 – Československá novinářská cena
- 1970 – Řád práce
- 1975 – Řád práce
- 1985 – Řád republiky[1]

### Zahraniční
- 1972 – vyznamenání bulharským Řádem Staré planiny
- 1974 – vyznamenání mongolským Řádem Polární hvězdy
- Řád státní vlajky Korejské lidovědemokratické republiky
- argentinský Řád Květnové revoluce I. stupně
- venezuelský Řád Velké stuhy
- V dubnu 1981 obdržel medaili Za upevnění bojové družby, kterou mu propůjčil Nejvyšší sovět SSSR v souvislosti s 25. výročím Varšavské smlouvy.[11]